# رون مادن
رون مادن (بالإنجليزية: Ron Madden)‏ هو عسكري أسترالي، ولد في 28 ديسمبر 1923، وتوفي في 26 يوليو 2012.